# Logr
| Nombre            | Protonórdico    | Anglosajón    | Nórdico antiguo  | Nórdico antiguo  |
| Nombre            | *Laguz/*Laukaz  | Lagu          | Lögr             | Lögr             |
| Nombre            | "lago"/"puerro" | "océano, mar" | "agua, catarata" | "agua, catarata" |
| Forma             | Futhark antiguo | Futhorc       | Futhark joven    | Futhark joven    |
| Forma             |                 |               |                  |                  |
| Unicode           | ᛚ U+16DA        | ᛚ U+16DA      | ᛚ U+16DA         | ᛚ U+16DA         |
| Transliteración   | l               | l             | l                | l                |
| Transcripción     | l               | l             | l                | l                |
| Sonido FIA        | [l]             | [l]           | [l]              | [l]              |
| Puesto alfabético | 21              | 21            | 13               | 13               |
| Ætt               | Ætt de Tyr      | Ætt de Tyr    | Ætt de Tyr       | Ætt de Tyr       |

Logr y Lögr son los nombres en nórdico antiguo de la runa que equivale a la letra ele en el alfabeto futhark joven. La versión islandesa del nombre, lögr, significa catarata y la noruega, logr, significa agua. En el futhorc la runa se llama lagu , océano. En nombre protonórdico de la runa en el futhark antiguo se ha reconstruido lingüísticamente como *laguz o *laukaz. *Laguz significa «agua» o «lago», mientras que *laukaz significa «puerro».
La hipótesis de que el nombre de la runa sea «puerro» no se basa en los poemas rúnicos sino en las inscripciones antiguas donde se teoriza que *laukaz pudiera ser un símbolo de fertilidad, según la interpretación de la fíbula de Bülach. 
La letra equivalente, 𐌻, del alfabeto gótico, que suele basar el nombre de sus letras en las runas, se llama lagus.
La forma de esta runa es idéntica a la letra equivalente a la l del alfabeto rético, lo que apoya la hipótesis itálica del origen de las runas.

## Poemas rúnicos
Los nombres de la runa en los distintos alfabetos aparecen en los tres poemas rúnicos conocidos, y todos ellos son nombres que apoyan la etimología acuática:
| Poema rúnico: | Traducción: |
| Noruego antiguo Lögr er, fællr ór fjalle foss; en gull ero nosser.                                                                               | Una catarata es un río que cae de la ladera de una montaña; pero los ornamentos son de oro.                                                                                                 |
| Islandés antiguo Lögr er vellanda vatn ok viðr ketill ok glömmungr grund.                                                                        | El agua es una corriente que se arremolina y un gran géiser y la tierra de los peces. |
| Anglosajón Lagu byþ leodum langsum geþuht, gif hi sculun neþan on nacan tealtum and hi sæyþa swyþe bregaþ and se brimhengest bridles ne gym[eð]. | El océano parece interminable para los hombres, si se aventuran en un barco bamboleante y las olas del mar les aterrorizan y la corriente de las profundidades no hace caso a sus aparejos. |